# فریزر فرانکس
فریزر فرانکس (انگلیسی: Fraser Franks؛ زادهٔ ۲۲ نوامبر ۱۹۹۰) بازیکن فوتبال اهل بریتانیا است.
از باشگاه‌هایی که در آن بازی کرده‌است می‌توان به باشگاه فوتبال نیوپورت کانتی، باشگاه فوتبال لوتون تاون، باشگاه فوتبال ای‌اف‌سی ویمبلدون، باشگاه فوتبال ولینگ یونایتد، باشگاه فوتبال استیونج، باشگاه فوتبال بیزینگ‌استوک تاون، باشگاه فوتبال برنتفورد، و باشگاه فوتبال هیز و یدینگ یونایتد اشاره کرد.
وی همچنین در تیم ملی فوتبال England C بازی کرده‌است.